# Cámara de Comercio de Bogotá
La Cámara de Comercio de Bogotá es una institución privada sin fines de lucro que se encarga de administrar los registros mercantiles de las empresas y sociedades que se crean en Bogotá y otros municipios de la región en los que ejerce jurisdicción. Otorga formalidad a la actividad económica y crea alianzas para la formación de empresas.
El propósito de la CCB es: 

Servimos de manera colectiva para que existan más y mejores empresarios y empresas, logrando así una sociedad más próspera y equitativa en Bogotá y la región.

## Historia
Fue fundada el 6 de octubre de 1878, cuando un grupo conformado por José Manuel Restrepo, Ramón del Corral, José Camacho Roldán y Jorge Holguín, se propuso fomentar la creación de empresas, defender los intereses de los empresarios y emprendedores de la ciudad y ser un organismo asesor y consultor del gobierno.

## Frentes de Trabajo
Registros Públicos:
- Registro Mercantil.
- Registro Único de Proponentes.
- Registro de Entidades Sin Ánimo de Lucro.
- Registro Nacional de Turismo.
- Registro ONG extranjera.
- Registro Economía Solidaria.
- Registro Actividad, Juegos y Azar.
- Registro de Veedurías Ciudadanas.

Solución de controversias: brinda soluciones con arbitramentos y solución de controversias de carácter civil, familiar y comercial.
Servicios empresariales: promueve la formalización, el emprendimiento, la internacionalización, la innovación, el apoyo al sector agroindustrial y la formación e información empresarial.
Competitividad y valor compartido: impulsa la competitividad de las empresas activando los Cluster Empresariales
Gobernanza y conocimiento empresarial: trabaja en la articulación público-privada, juega un papel articulador en redes colaborativas ciudadanas.

## Programas
Entre los programas y plataformas culturales que desarrollan, se encuentran: 
- ARTBO
- Bogotá Fashion Week
- Bogotá Music Market
- Bogotá Audiovisual Market (con Proimágenes Colombia)
- Gastrofest
- GoFest

## Jurisdicción
La Cámara de Comercio de Bogotá ejerce jurisdicción en los siguientes municipios de Cundinamarca, además de su capital:
- Bogotá, D.C.
- Provincia de Almeidas: Chocontá, Machetá, Manta, Sesquilé, Suesca, Tibirita y Villapinzón.
- Provincia del Guavio: Gachalá, Gachetá, Gama, Guasca, Guatavita, Junín, La Calera y Ubalá.
- Provincia de Medina: Medina
- Provincia de Oriente: Cáqueza, Chipaque, Choachí, Fómeque, Fosca, Guayabetal, Gutiérrez, Quetame, Ubaque y Une
- Provincia de Sabana Centro: Cajicá, Chía, Cogua, Cota, Gachancipá, Nemocón, Sopó, Tabio, Tenjo, Tocancipá y Zipaquirá.
- Provincia de Soacha: Sibaté
- Provincia del Sumapaz: Arbeláez, Cabrera, Fusagasugá, Granada, Pasca, Pandi, San Bernardo, Silvania, Tibacuy y Venecia.
- Provincia de Ubaté':' Carmen de Carupa, Cucunubá, Fúquene, Guachetá, Lenguazaque, Simijaca, Susa, Sutatausa, Tausa y Ubaté.

Soacha formó parte de la jurisdicción de esta cámara hasta 2024, cuando se crea la suya propia considerando que su membrecía en la de Bogotá no le ha traído beneficios a los empresarios del municipio.